# Ivo Bligh, 8. Earl of Darnley
Ivo Francis Walter Bligh, 8. Earl of Darnley JP DL (* 13. März 1859 in Westminster, London; † 10. April 1927 in Shorne, Kent) war ein britischer Adliger, Cricketspieler und Politiker. In der Saison 1882/83 führte er als Kapitän die englische Nationalmannschaft an. Nach seiner Cricket-Karriere war er ein Cricket-Funktionär sowie als irischer Representative Peer Mitglied des House of Lords.

## Kindheit und Ausbildung
Er war der zweite Sohn des John Bligh, 6. Earl of Darnley (1827–1896), aus dessen Ehe mit Lady Harriet Mary Pelham, Tochter des Henry Pelham, 3. Earl of Chichester (1829–1905). Als jüngerer Sohn eines Earls führte er seit Geburt das Höflichkeitsprädikat The Honourable.
In seiner Kindheit erhielt er Cricket-Training von Farmer Bennett der langjährig First-Class-Cricket für den Kent County Cricket Club spielte. Später besuchte er Eaton College und konnte sich dort im Cricketteam etablieren. In studierte am Trinity College der Universität Cambridge und stieg dort zum Kapitän des Cricketteams auf. Auch spielte er in Eton Raquets und in Cambridge Tennis.

## Aktive Karriere
Bligh gab sein First-Class-Debüt für Kent in der Saison 1877. Dort konnte er sich etablieren und war im Falle einer Abwesenheit von Lord Harris auch Kapitän des Teams. Nachdem England gegen Australien in der Saison 1882 knapp den Test mit 7 Runs verloren hatte, womit die Ashes gegründet wurden, wurde Bligh als Kapitän damit beauftragt diese im folgenden Winter zurückzuerobern. So reiste er nach Australien und konnte die Serie mit dem Team 2–1 gewinnen. Ein weiterer Test wurde anschließend verloren.

## Nach der aktiven Karriere
Nach seiner Rückkehr nach England hört er auf Cricket zu spielen, auch weil seine Gesundheit dies nicht weiter zuließ. Im Jahr 1884 heiratete er Florence Rose Morphy († 1944), die er auf der Australien-Tour kennengelernt hatte. In 1892 wurde er Präsident des Kent County Cricket Club. Als 1900 sein älterer Bruder Edward Bligh, 7. Earl of Darnley, ohne männliche Nachkommen starb, erbte er dessen irische Adelstitel als 8. Earl of Darnley, 8. Viscount Darnley und 8. Baron Clifton. Im gleichen Jahr wurde er Präsident des Marylebone Cricket Club, bevor er im Jahr 1902 die Präsidentschaft in Kent abgab. Im März 1905 wurde er als irischer Representative Peer auf Lebenszeit ins britische House of Lords gewählt. Zeitweise hatte er auch die öffentlichen Ämter eines Deputy Lieutenant von Kent und eines Justice of the Peace für Kent inne. Im Jahr 1927 starb er an einem Herzversagen. Aus seiner Ehe mit Florence Rose Morphy hinterließ er drei Kinder:
- Esme Ivo Bligh, 9. Earl of Darnley (1886–1955), ⚭ (1) 1912–1920 Daphne Rachel Mulholland, ⚭ (2) 1923–1936 Nancy Ellinor Kidston, ⚭ (3) 1940 Rosemary Potter;
- Hon. Noel Gervase Bligh (1888–1984), Lieutenant-Colonel der Rifle Brigade, ⚭ (1) 1912–1934 Mary Jack Frost, ⚭ (2) Dorothy Millicent Isabella Bevan;
- Lady Dorothy Violet Bligh (1893–1976), ⚭ 1916 Daniel Spencer Peploe.